# مارلون ماك
مارلون ماك (بالإنجليزية: Marlon Mack)‏ هو لاعب كرة قدم أمريكية أمريكي، ولد في 7 مارس 1996 في ساراسوتا في الولايات المتحدة.